# Jom & Said
Jom & Said ist ein deutsches Hip-Hop-Duo aus Berlin-Kreuzberg.

## Werdegang
Die Gruppe besteht aus Jom, einem Deutsch-Nigerianer und Said, dessen Vater aus Syrien stammt. Mitte der 1990er Jahre lernten die beiden Rapper den Musiker Harris kennen. Zu dieser Zeit begannen sie sich für US-amerikanische Hip-Hop-Musik von der Westküste wie Snoop Dogg und Ice Cube zu interessieren. Erste Auftritte bestanden daher aus Coverversionen, die das Duo bei kleineren Auftritten aufführten.
Jom & Said gründeten gemeinsam mit TonyTone, dem Bruder von Jom, und einigen weiteren Rappern die Gruppe SRK (So Richtige Kings), welche 1999 begann deutschen Hip-Hop zu produzieren. Aufgrund einer Verwicklung in den Drogenhandel musste Said 2003 eine einjährige Haftstrafe antreten. Währenddessen begann Jom damit, Beats zu produzieren, und fungierte auf Konzerten als Back-Up-Rapper von Harris. Da während dieser Zeit immer mindestens ein Mitglied von SRK im Gefängnis war, konnte die Berliner Gruppe kein Album veröffentlichen.
2005 waren Jom & Said erstmals auf einem Tonträger des Labels Aggro Berlin vertreten. Für das Album Dein Lieblings Album von Sido und Harris nahmen SRK das Lied Die Sekte und SRK mit Vertretern der Gruppe Die Sekte auf. 2007 folgte das Debütalbum Alles oder nichts von Jom & Said. Dieses wurden innerhalb von vier Monaten aufgenommen und über das Berliner Independent-Label Aggro Berlin veröffentlicht. Auf Alles oder nichts sind unter anderem TonyTone, Alpa Gun und Bintia mit Gastbeiträgen vertreten.
2011 veröffentlichte Said sein Debütalbum Said über das Label Wolfpack Entertainment. Auf diesem sind unter anderem Gastbeiträge von Harris, Deso Dogg, Mason, Tierstar Andrez, Mosh 36, Gzuz, Bonez MC, Kalusha, Ufo361 und Tarek von K.I.Z zu hören.

## Diskografie
Jom & Said
| Cover | Titel             | Jahr |
| ----- | ----------------- | ---- |
|       | Alles oder nichts | 2007 |

Said
- 2011: Said
- 2013: Zum Leben verurteilt

Jom
- 2013: Blut ist dicker als Wasser (EP mit Tony Tone)